# Drogi w Izraelu

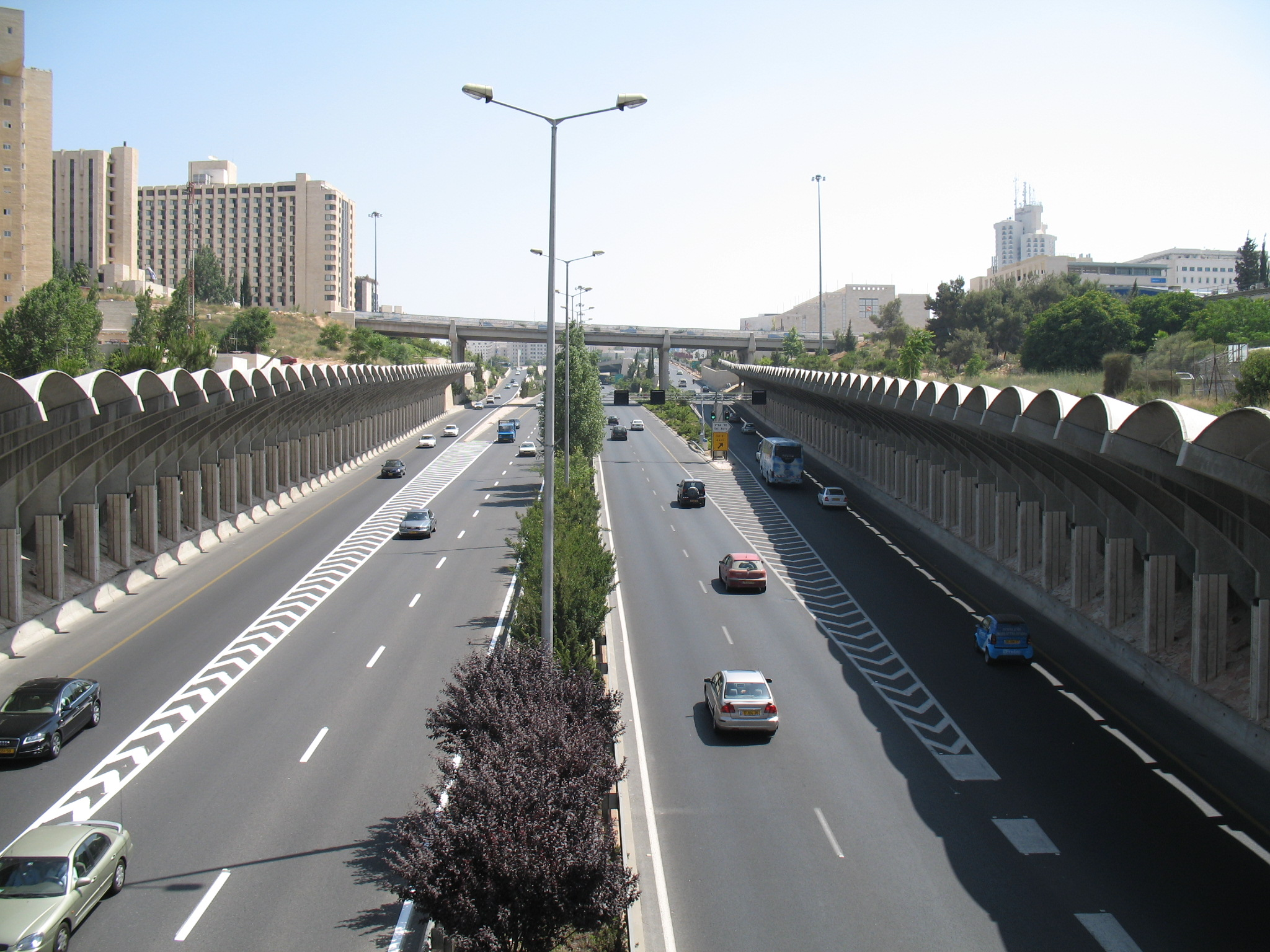
Droga w Jerozolimie.

Przykładowy znak drogowy w Izraelu.

Drogi w Izraelu – izraelska sieć dróg, które pokrywają terytorium całego państwa. Od 2003 roku izraelskimi drogami zarządza Państwowe Przedsiębiorstwo Dróg Izraela (ang. Israel National Roads Company, hebr. החברה הלאומית לדרכים בישראל). Łączna długość dróg wynosi około 6500 km.

## Historia
Rozwój dróg w Palestynie datuje się od 1921, kiedy to brytyjskie władze Mandatu Palestyny ustanowiły zarząd inżynieryjny zajmujący się rozbudową infrastruktury drogowej.
Po ustanowieniu w 1948 niepodległego państwa Izrael, nowe drogi były budowane w ramach państwowych prac publicznych, finansowanych przez budżet państwa. We wrześniu 2003 utworzono Państwowe Przedsiębiorstwo Dróg Izraela, które zajęło się planowaniem, rozbudową i utrzymywaniem krajowych dróg. Tylko nieliczne drogi w Izraelu są budowane przez prywatne spółki.

## Klasyfikacja dróg
Drogi w Izraelu są poklasyfikowane jako drogi krajowe, międzymiastowe, regionalne i lokalne. Numeracja dróg jest zależna od klasyfikacji drogi:
- Drogi krajowe – numeracja jednocyfrowa (np. Droga 1 , Jerozolima-Tel Awiw)
- Droga międzymiastowa – numeracja dwucyfrowa (np. Droga 20 , Autostrada Ajjalon)
- Droga regionalne – numeracja trzycyfrowa (np. Droga 471 )
- Droga lokalna – numeracja czterocyfrowa (np. Droga 2022 )

## Kontrola ruchu drogowego
Państwowe Przedsiębiorstwo Dróg Izraela sprawuje razem z policją nadzór nad ruchem drogowym. W tym celu stosuje się zaawansowane technologicznie systemy elektroniczne, które zbierają informacje z różnych miejsc w kraju i przekazują je do Centrum Kontroli Ruchu, w którym odbywa się analiza zebranych danych, ich przetworzenie i podjęcie szybkich decyzji przy incydentach drogowych. Na drogach umieszczono 76 kamer ulicznych, które przekazują obraz w czasie rzeczywistym. Jeżeli zachodzi taka konieczność, aktualne informacje są przekazywane kierowcom poprzez radio i 20 elektronicznych tablic umieszczonych w newralgicznych punktach dróg i przy mostach. Istnieją plany zwiększenia liczby kamer do 350 i tablic elektronicznych do 50. Centrum Kontroli posiada także alarmowy telefon (numer 2120), który przyjmuje informacje o wszystkich niebezpieczeństwach na drogach.

## Autostrady i drogi ekspresowe
W Izraelu są 42 drogi szybkiego ruchu, z których 3 są pełnymi autostradami, 4 na części swojej długości są autostradami, a 35 to drogi ekspresowe.
| Oznaczenie | Przebieg                                           | Opis drogi (nazwa)                        | Długość całkowita | Uwagi                                                                                               |
| ---------- | -------------------------------------------------- | ----------------------------------------- | ----------------- | --------------------------------------------------------------------------------------------------- |
| 1          | Tel Awiw – Bet ha-Arawa                            | Autostrada 1                              | 97 km             | Od Tel Awiwu do Sza’ar ha-Gaj autostrada, dalej droga ekspresowa                                    |
| 2          | Tel Awiw-Jafa – Hajfa                              | Autostrada 2                              | 77 km             | Od Tel Awiwu do Hadery droga ekspresowa, dalej do Hajfy autostrada. W trakcie częściowej przebudowy |
| 3          | Kefar Silwer – Modi’in-Makkabbim-Re’ut             | Autostrada 3                              | 53 km             | Posiada prawa drogi ekspresowej. Planowana modernizacja                                             |
| 4          | Erez (granica) – Kefar Rosz ha-Nikra (granica)     | Autostrada 4                              | 205 km            | Tylko od Aszdod do Tel Awiwu posiada status autostrady. W trakcie częściowej przebudowy             |
| 5          | Tel Awiw-Jafa – Ari’el                             | Autostrada 5                              | 37 km             | Tylko od Tel Awiwu do Rosz ha-Ajin posiada status autostrady.                                       |
| 5          | Bet Kama – Eljakim                                 | Autostrada 6 (Trans-Izraelska Autostrada) | 123 km            | Płatna autostrada, w trakcie rozbudowy.                                                             |
| 5          | Gedera – Jesodot                                   | Autostrada 7                              | 7 km              | |
| 5          | Hadera                                             | Autostrada 9                              | 14 km             | W trakcie planowania                                                                                |
| 5          | Kerem Szalom (granica) – Biq'at Sayyarim           | Droga ekspresowa 10                       | 182 km            | |
| 5          | Ne’ot Semadar – Ejlat                              | Droga ekspresowa 12                       | 80 km             | |
| 5          | Be’er Menucha – Biq'af Zehiha                      | Droga ekspresowa 13                       | 11 km             | |
| 5          | Riszon le-Cijjon – Riszpon                         | Autostrada 20 (Autostrada Ajjalon)        | 29 km             | |
| 5          | Hajfa                                              | Autostrada 22                             | 4 km              | W trakcie budowy                                                                                    |
| 5          | Nachal Oz (granica) – Ha-Arawa                     | Droga ekspresowa 25                       | 118 km            | |
| 5          | Eszel ha-Nasi – Newe Zohar                         | Droga ekspresowa 31                       | 80 km             | |
| 5          | Jad Mordechaj – Netiwot                            | Droga ekspresowa 34                       | 20 km             | |
| 5          | Aszkelon – Hebron                                  | Droga ekspresowa 35                       | 55 km             | |
| 5          | Sza’ar ha-Gaj – Bet Guwrin                         | Droga ekspresowa 38                       | 27 km             | |
| 5          | Kefar Sawa – Ketura                                | Droga ekspresowa 40                       | 288 km            | |
| 5          | Aszdod – Gedera                                    | Droga ekspresowa 41                       | 13 km             | |
| 5          | Aszdod – Riszon le-Cijjon                          | Droga ekspresowa 42                       | 19 km             | |
| 5          | Holon – Eszta’ol                                   | Droga ekspresowa 44                       | 39 km             | |
| 5          | Ben Gurion Airport – Tirat Jehuda                  | Droga ekspresowa 46                       | 4 km              | |
| 5          | Kefar Sawa – Nablus                                | Droga ekspresowa 55                       | 26 km             | |
| 5          | Netanja – Niccane Oz Chamra – most Damia (granica) | Droga ekspresowa 57                       | 15 km 14 km       | Dwa odcinki pod administracją izraelską, trzeci środkowy odcinek w Autonomii Palestyńskiej.         |